# アンディ・ハーディ
アンドリュー"アンディ"ハーディ (Andrew "Andy" Hardy) は、メトロ・ゴールドウィン・メイヤーのシリーズ映画16作で知られるミッキー・ルーニー演じるキャラクター。1937年から1946年に継続して制作されてヒットし、1958年にシリーズ再開を図ったがヒットしなかった。1928年、アンディおよび他のキャラクターはオーラニア・ルーヴロルによる戯曲『Skidding』に初登場していた。このシリーズの初期の映画作品はハーディ一家を中心に描かれていたが、のちにアンディ中心となった。16作全てに出演したのはルーニーのみであった。全盛期のハーディ映画はセンチメンタル・コメディで平均的なアメリカ人の生活を描いたものであった。

## 舞台
1928年5月21日から1929年7月、オーラニア・ルーヴロルによる演劇『Skidding』がビジョー・シアターで上演され、ハーディ一家が初めて登場した。オリジナル・キャストとしてハーディ判事役にカールトン・メイシー、アンディ役にチャールズ・イートン、マイラ役にジョーン・マディソン、マリオン役にマーゲリット・チャーチルが配役された。サミュエル・マークスはMGMにこの作品の映画化を薦めた。

## 映画第一作
1937年のハーディ映画第一作『A Family Affair』はルーヴロルの戯曲に沿っており、シリーズ化を見据えていなかった。アンディの両親、ハーディ判事役にライオネル・バリモア、ハーディ夫人役にスプリング・バイイントンが配役され、アンディの付き合ったり別れたりを繰り返すガールフレンドのポリー・ベネディクト役にマーガレット・マーキーが配役された。

## シリーズ化

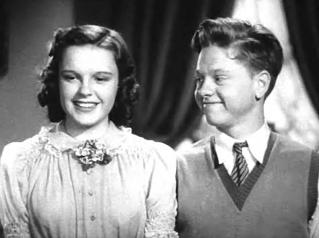
『初恋合戦』のジュディ・ガーランドとミッキー・ルーニー

シリーズが開始された時、ルーニー以外のキャストの多くが変更された。アンディの姉マリアン役にセシリア・パーカー、ミリー叔母さん役にサラ・ヘイデンが配役されたが、2作のみベティ・ロス・クラークが演じた。2作目以降、ハーディ判事役にルイス・ストーン、ハーディ夫人役にフェイ・ホルデン、ポリー・ベネディクト役にアン・ラザフォードが配役された。ハーディ家の既婚の長女ジョーン・ハーディ・マーティンは1作目に登場したのみで以降言及されていない。
シリーズのほとんどが架空の都市カーヴェルを舞台にしている。オリジナルの舞台版ではアイダホ州であったが、映画版では中西部とされた。ただし短編『Andy Hardy's Dilemma』ではカーヴェルとの言及はなく、ロサンゼルスとされた。全てのハーディ映画がセンチメンタル・コメディで、アメリカ人によくある日常を描いている。カーヴェルの人々は一般的に信心深く、愛国心が強く、寛容で寛大である。MGMの重鎮であるルイス・B・メイヤーが考える理想の故郷を体現したとされる。
初期の作品ではハーディ一家に焦点が当てられているが、すぐにアンディが中心人物となり、4作目の『初恋合戦(Love Finds Andy Hardy)』で題名にアンディの名が冠され、7作目以降は全てのハーディ映画にアンディの名が冠された。これによりルーニーがスターとなったとされる。最初の2作は若い世代での不義が扱われているが、以降は物議を醸す内容は避けられた。
人間関係の中心はアンディと父親である。祖父の様相のストーン演じるハーディ判事は非常に道徳的で実直で厳格だが、優しくユーモアのセンスがある。アンディは主に経済的または女性関係で、自身の若さゆえの身勝手さや誤魔化しによりトラブルになる。そこから父と息子の男同士一対一の話し合いへと繋がり、アンディは正しい方向へ導かれる。
うち3作『初恋合戦』(1938)、『アンディ・ハーディ・ミーツ・デビュタント』(1940)、『二人の青春』(1941)でルーニーはジュディ・ガーランドと共演した。ガーランドのキャラクターであるベッツィ・ブースは歌手を目指しており、前者2作で歌を披露している。3作目でもガーランドの歌のシーンを収録する予定であったが最終的にカットされた。ハーディ映画以外でのガーランド&ルーニー映画と違い、ルーニー演じるアンディはミュージシャンではなく、ガーランドとルーニーはハーディ映画では共に歌って踊るシーンはない。
1937年から1944年、ルーニーは16歳から25歳まで連続してアンディ役を演じ続け、1946年、第二次世界大戦から帰還後『Love Laughs at Andy Hardy』で2年ぶりにアンディ役を演じた。12年後の1958年、『Andy Hardy Comes Home』で年齢を重ね賢くなったアンディで再シリーズ化される予定であったが、これが最後の映画となった。そのため「To Be Continued(つづく)」で終わっているが、以降続きが制作されることはなかった。

## フィルモグラフィ
1. ファミリー・アフェア A Family Affair (1937)
2. ユーアー・オンリー・ヤング・ワンス You're Only Young Once (1937)
3. ジャッジ・ハーディズ・チルドレン Judge Hardy's Children (1938)
4. 初恋合戦 Love Finds Andy Hardy (1938)
5. アウト・ウエスト・ウイズ・ザ・ハーディズ Out West with the Hardys (1938)
6. ハーディズ・ライド・ハイ The Hardys Ride High (1939)
7. アンディ・ハーディ・ゲッツ・スプリング・フィーバー Andy Hardy Gets Spring Fever (1939)
8. ジャッジ・ハーディ・アンド・サン Judge Hardy and Son (1939)[6]
9. アンディ・ハーディ・ミーツ・デビュタント Andy Hardy Meets Debutante (1940)
10. アンディ・ハーディズ・プライベート・セクレタリー Andy Hardy's Private Secretary (1941)
11. 二人の青春 Life Begins for Andy Hardy (1941)
12. コートシップ・オブ・アンディ・ハーディ The Courtship of Andy Hardy (1942)
13. アンディ・ハーディズ・ダブル・ライフ Andy Hardy's Double Life (1942)
14. 青春学園 Andy Hardy's Blonde Trouble (1944)
15. ラヴ・ラフズ・アット・アンディ・ハーディ Love Laughs at Andy Hardy (1946)
16. アンディ・ハーディ・カムズ・ホーム Andy Hardy Comes Home (1958)

1940年、共同募金のプロモーションのため18分の短編『Andy Hardy's Dilemma』が制作された

## キャラクター
- 白地の部分は演じた俳優名が記され、灰色部分はキャラクターが登場しないことを意味する。

| キャラクター                 | 題                         | 題                     | 題                     | 題                             | 題                       | 題                     | 題                           | 題                       | 題                         | 題                             | 題                                    | 題                           | 題                           | 題                                   | 題                        | 題                    |
| キャラクター                 | A Family Affair            | You're Only Young Once | Judge Hardy's Children | 初恋合戦 Love Finds Andy Hardy | Out West with the Hardys | The Hardys Ride High   | Andy Hardy Gets Spring Fever | Judge Hardy and Son      | Andy Hardy Meets Debutante | Andy Hardy's Private Secretary | 二人の青春 Life Begins for Andy Hardy | The Courtship of Andy Hardy  | Andy Hardy's Double Life     | 青春学園 Andy Hardy's Blonde Trouble | Love Laughs At Andy Hardy | Andy Hardy Comes Home |
| ---------------------------- | -------------------------- | ---------------------- | ---------------------- | ------------------------------ | ------------------------ | ---------------------- | ---------------------------- | ------------------------ | -------------------------- | ------------------------------ | ------------------------------------- | ---------------------------- | ---------------------------- | ------------------------------------ | ------------------------- | --------------------- |
| アンディ・ハーディ           | ミッキー・ルーニー         | ミッキー・ルーニー     | ミッキー・ルーニー     | ミッキー・ルーニー             | ミッキー・ルーニー       | ミッキー・ルーニー     | ミッキー・ルーニー           | ミッキー・ルーニー       | ミッキー・ルーニー         | ミッキー・ルーニー             | ミッキー・ルーニー                    | ミッキー・ルーニー           | ミッキー・ルーニー           | ミッキー・ルーニー                   | ミッキー・ルーニー        | ミッキー・ルーニー    |
| ハーディ判事                 | ライオネル・バリモア       | ルイス・ストーン       | ルイス・ストーン       | ルイス・ストーン               | ルイス・ストーン         | ルイス・ストーン       | ルイス・ストーン             | ルイス・ストーン         | ルイス・ストーン           | ルイス・ストーン               | ルイス・ストーン                      | ルイス・ストーン             | ルイス・ストーン             | ルイス・ストーン                     | ルイス・ストーン          |                       |
| エミリー・ハーディ           | スプリング・バイイントン   | フェイ・ホルデン       | フェイ・ホルデン       | フェイ・ホルデン               | フェイ・ホルデン         | フェイ・ホルデン       | フェイ・ホルデン             | フェイ・ホルデン         | フェイ・ホルデン           | フェイ・ホルデン               | フェイ・ホルデン                      | フェイ・ホルデン             | フェイ・ホルデン             | フェイ・ホルデン                     | フェイ・ホルデン          | フェイ・ホルデン      |
| ミリー叔母さん               | サラ・ヘイデン             | サラ・ヘイデン         | ベティ・ロス・クラーク | ベティ・ロス・クラーク         | サラ・ヘイデン           |                        |                              |                          |                            |                                |                                       |                              |                              |                                      |                           |                       |
| マリオン・ハーディ           | セシリア・パーカー         | セシリア・パーカー     | セシリア・パーカー     | セシリア・パーカー             | セシリア・パーカー       | セシリア・パーカー     | セシリア・パーカー           | セシリア・パーカー       | セシリア・パーカー         |                                |                                       | セシリア・パーカー           | セシリア・パーカー           |                                      |                           | セシリア・パーカー    |
| ポリー・ベネディクト         | マーガレット・マーキー     | アン・ラザフォード     | アン・ラザフォード     | アン・ラザフォード             | アン・ラザフォード       | アン・ラザフォード     | アン・ラザフォード           | アン・ラザフォード       | アン・ラザフォード         | アン・ラザフォード             | アン・ラザフォード                    | アン・ラザフォード           | アン・ラザフォード           |                                      |                           |                       |
| 執行人                       | アーヴィル・オルダソン     |                        | アーヴィル・オルダソン | アーヴィル・オルダソン         | アーヴィル・オルダソン   | アーヴィル・オルダソン | アーヴィル・オルダソン       | アーヴィル・オルダソン   |                            |                                |                                       | アーヴィル・オルダソン       | アーヴィル・オルダソン       |                                      |                           |                       |
| ウェイン・トレント           | エリック・リンデン         |                        | ロバート・ウィットニー |                                |                          |                        |                              |                          |                            |                                |                                       |                              |                              |                                      |                           |                       |
| フランク・レッドモンド       | チャールズ・グレープウィン | フランク・クレイヴン   |                        |                                |                          |                        |                              |                          |                            |                                |                                       |                              |                              |                                      |                           |                       |
| ホイト・ウェルズ             | セルマー・ジャクソン       | セルマー・ジャクソン   |                        |                                |                          |                        |                              |                          |                            |                                |                                       |                              |                              |                                      |                           |                       |
| トミー                       |                            |                        | チャールズ・ペック     |                                |                          |                        | チャールズ・ペック           |                          |                            |                                |                                       | チャールズ・ペック           |                              |                                      | チャールズ・ペック        |                       |
| ベッツィ・ブース             |                            |                        |                        | ジュディ・ガーランド           |                          |                        |                              |                          | ジュディ・ガーランド       |                                | ジュディ・ガーランド                  |                              |                              |                                      |                           |                       |
| ジミー・マクマホン           |                            |                        |                        | ジーン・レイモンズ             |                          |                        |                              |                          |                            | ジーン・レイモンズ             |                                       |                              |                              |                                      |                           |                       |
| デニス・ハント               |                            |                        |                        | ドン・ガスル                   | ドン・ガスル             |                        |                              |                          |                            |                                |                                       |                              |                              |                                      |                           |                       |
| オーガスタ                   |                            |                        |                        | マリー・ブレイク               |                          |                        |                              | マリー・ブレイク         |                            |                                |                                       |                              |                              |                                      |                           |                       |
| ビージー                     |                            |                        |                        | ジョージ・ブレイクストン       |                          |                        | ジョージ・ブレイクストン     | ジョージ・ブレイクストン | ジョージ・ブレイクストン   | ジョージ・ブレイクストン       | ジョージ・ブレイクストン              | ジョージ・ブレイクストン     |                              |                                      |                           | ジョーイ・フォーマン  |
| ピーター・ドゥガン           |                            |                        |                        | レイモンド・ハットン           |                          |                        |                              |                          |                            | ジョセフ・クレハン             | ジョセフ・クレハン                    | ジョセフ・クレハン           |                              |                                      |                           |                       |
| ドン・デイヴィス             |                            |                        |                        |                                |                          | ジョン・T・ミュレイ    | ジョン・T・ミュレイ          |                          |                            |                                |                                       |                              |                              |                                      |                           |                       |
| ジョージ・ベネディクト       |                            |                        |                        |                                |                          |                        | アディソン・リチャーズ       |                          | アディソン・リチャーズ     | アディソン・リチャーズ         |                                       |                              | アディソン・リチャーズ       |                                      | アディソン・リチャーズ    |                       |
| デイヴィス校長               |                            |                        |                        |                                |                          |                        | ジョン・ディルソン           |                          |                            | ジョン・ディルソン             |                                       |                              |                              |                                      |                           |                       |
| フレイジー・デイジー         |                            |                        |                        |                                |                          |                        | マキシン・コンラッド         | ジューン・プレイザー     |                            |                                |                                       |                              |                              |                                      |                           |                       |
| クララベル                   |                            |                        |                        |                                |                          |                        |                              | マーガレット・アーリー   |                            | マーガレット・アーリー         |                                       |                              |                              |                                      |                           |                       |
| ハリー・ランド               |                            |                        |                        |                                |                          |                        |                              |                          |                            | トッド・カーンズ               |                                       | トッド・カーンズ             |                              |                                      |                           |                       |
| ジェフ・ウィリス             |                            |                        |                        |                                |                          |                        |                              |                          |                            |                                |                                       | ウィリアム・ランディガン     | ウィリアム・ランディガン     |                                      |                           |                       |
| ジョー・ウィルキンス郵便局員 |                            |                        |                        |                                |                          |                        |                              |                          |                            |                                |                                       | ジョン・バトラー             | ジョン・バトラー             |                                      |                           |                       |
| レッド                       |                            |                        |                        |                                |                          |                        |                              |                          |                            |                                |                                       | フランク・コグラン・ジュニア | フランク・コグラン・ジュニア |                                      |                           |                       |
| ケイ・ウィルソン             |                            |                        |                        |                                |                          |                        |                              |                          |                            |                                |                                       |                              |                              | ボニータ・グランヴィル               | ボニータ・グランヴィル    |                       |

## 映画デビュー
ハーディ映画シリーズはMGMの新人俳優の登竜門ともなっており、スターとなった者もいる。デビュー間もないラナ・ターナーが『初恋合戦』(1938)に出演した。キャスリン・グレイソンは『Andy Hardy's Private Secretary』(1941)で、エスター・ウィリアムズは『Andy Hardy's Double Life』(1942)で映画デビューした。

## 派生作品

### 公共広告
1940年代、アンディ・ハーディとハーディ判事は映画館で流れる多くの公共広告に登場した。よく知られているものは、アンディが車購入資金のため父のハーディ判事に200ドルをねだるが、ハーディ判事はアンディをチャリティに連れていく。その後アンディの欲しい車はどんどん古いものになっていく。

### コミック・ブック
1947年6月、Fiction House's Movie Comicsは『Love Laughs at Andy Hardy』のコミック版をリリースした。
1952年から1954年、デルより6冊のコミック・ブックでアンディ・ハーディが扱われた。

### テレビ化
1960年代、NBCはアンディ・ハーディのテレビ・ドラマ・シリーズ化を検討し、1962年代初頭、MGMはパイロット版を撮影した。複数の人気シットコムでティーネイジャー役を演じていたジミー・ホーキンスがアンディ役、ベテラン性格俳優フィリップ・オーバーがハーディ判事役を演じた。1962年から1963年のシーズンでの放送が計画されたが、実現されなかった。